# Gahmuret
Gahmuret was de vader van Parzival en Feirefiz. Zijn levensverhaal wordt verteld in de eerste twee avonturen van het boek Parzival van Wolfram von Eschenbach.

## Anschouwe
Gahmuret is de zoon van koning Gandin en koningin Schoëtte van Anschouwe (Anjou). Gahmuret wordt de Anschevin genoemd (van Anschouwe), van het Franse Angevin. 
Flurdamurs is zijn zuster. Zij trouwt met koning Kingrisin van Ascalun. Zijn broer Galoës erft het rijk en Gahmuret gaat op avontuur, nadat koning Galoës hem eerst nog aanbood Anschouwe samen te delen.

## De wijde wereld in
Gahmuret wil zich inzetten voor Ahkarin, de 'baruc' van Baldac en zo werft hij roem in Marroch, Persia, Damasc, Halap, Alexandrië en Arabi. Twee broers uit Babylon zijn zijn vijanden: Pompeius en Ipomidon. De broer van hun moeder was koning 'Nabuchodonosor'. 'Hun leven noch hun rijkdom bleef gespaard.' Gahmuret komt ook naar Patelamunt, de hoofdstad van Zazamanc, het rijk van de zwarte koningin Belacane. Haar stad wordt belegerd, maar Gahmuret helpt haar de overwinning te behalen, trouwt met haar en wordt koning van Zazamanc.

## Slag bij Patelamunt
Koning Isenhart van Azagouc, het land van de Moren, was verliefd geworden op Belacane, de koningin van Zazamanc en zij op hem. Ongelukkigerwijs doodde haar hertog Protyzilas haar beminde. Toen kwamen de Moren haar stad belegeren. Vridebrant, de koning van de Schotten, was de zoon van Isenharts oom en nam deel aan de belegering. Vridebrant kwam met hertog Huteger van Schotland, Gaschier van Oriman (Normandië), koning Kaylet van Hoskurast (Spane, Spanje), Killirjacac, graaf van Schampan, twee koningen uit Gruonlant en koning Morholt van Yrlant. De Moren werden aangevoerd door Razalic van Azagouc. Gahmuret weet verschillende ridders uit het zadel te werpen en gevangen te nemen. Hij wint de strijd en sluit vrede.
Belacane wordt zwanger van Gahmuret, maar hij vertrekt uit verlangen naar ridderlijke daden. Op zee ontvangt hij de wapens van Isenhart, die Vridebrant al naar Schotland had verscheept. Daaronder een helm van adamas. Hij komt aan in het Spane van zijn neef Kaylet en volgt hem naar Waleis. In de hoofdstad Kanvoleis ontmoet hij koningin Herzeloyde, de dochter van Frimutel. Er wordt om haar hand gestreden door de partijen binnen en buiten de stad.

## Toernooi voor Kanvoleis
Gahmuret van binnen de stad heeft aan zijn zijde: Kaylet van Spane, Lot van Norwaege (de vader van Gawan), Gaschier de Oriman, de koning van Portegal, Riwalin van Lohneis (de vader van Tristan), koning Lac, Killirjacac en Utepandragun, de koning van Bertane (de vader van Arthur). Tegenover hen staan: de koning van Ascalun, Morholt van Yrlant, Hardiz van Gascane, Brandelidelin van Punturteys, Lehelin, Poytwin van Prienlascors, Schafillor van Arrugun en Lambekin van Brabant. En Gahmuret wint. 
Als hij hoort dat de gebroeders van Babylon zijn heer de baruc hebben verslagen, gaat Gahmuret weer op weg. Nog vóór hun kind Parzival geboren is, bereikt Herzeloyde het nieuws dat Gahmuret is omgekomen in de slag bij Baldac. Ipomidon heeft hem gedood met een sluwe list: een ridder goot boksbloed over Gahmurets helm van adamas, waardoor het 'weker dan een spons' werd. Gahmuret wordt in Baldac begraven.
Dan begint het avontuur van Parzival. Hij zal later zijn halfbroer Feirefiz, die half zwart half wit is, de zoon van Belacane en Gahmuret, leren kennen en samen naar de Graalburcht gaan. Feirefiz huwt de graaldraagster Repanse de Schoye en gaat met haar terug naar Tribalibot. Hun zoon Johan wordt in India geboren. Sinds zijn tijd noemde men daar de koningen 'Priester Johan' (Pape Jan).

## Familiestamboom
Gahmurets vader Gandin is de zoon van de Breton Addanz. Addanz en Utepandragun zijn de zonen van twee broers: Lazalies en Brickus, zonen van Mazadan. Mazadan was door de fee Terdelaschoye naar Feimurgan ontvoerd.
Gahmurets moeder Schoëtte heeft een zuster, wier zoon koning Kaylet van Hoskurast in Spane (Spanje) is. Kaylets zuster is de moeder van de graaf van Schampan Killirjacac. Gahmuret heeft twee zonen: Feirefiz bij Belacane, de Moorse koningin van Zazamanc, en Parzival bij Herzeloyde, de koningin van Waleis (Wales). Feirefiz huwt Repanse de Schoye en Priester Johan is hun zoon. Parzival huwt Condwir amurs en hun zonen zijn Kardeiz en Loherangrin.

## Parzivals vader in Chrestiens versie
In Chrestien de Troyes Parsival komt de voorgeschiedenis van Parzivals vader in het geheel niet voor en wordt zijn naam niet genoemd. Parzivals moeder vertelt haar zoon wel dat er geen ridder meer waard was dan hij, dat hij geacht en gevreesd werd. Zijn voorvaderen en die van haar deden in afkomst niet onder voor wie dan ook. Zijzelf was 'de dochter van de edelste ridder van dit land; op de eilanden in de zee bestond er in mijn tijd geen hoger geslacht dan het mijne.' Parzivals vader zou 'tussen de benen verwond' zijn (net als Anfortas de graalkoning) en zijn landerijen en rijke schatten kwijt zijn geraakt. Na de dood van Uther Pendragon, Arthurs vader, werden edelen ten onrechte 'verarmd, verlaten en verbannen (..) De landerijen werden te gronde gericht en de arme mensen raakten in nood en wie vluchten kon vluchtte'. Parzivals vader trok zich terug op een jachtslot in een eenzaam woud. Parzival de Walliser ('man uit Wales') had twee oudere broers gehad, de oudste trok naar de koning van Escavalon en de jongste naar koning Ban van Gomeret. Ze werden op dezelfde dag geridderd en op weg naar het ouderlijk huis gedood. Hun vader stierf van verdriet en hun moeder bleef eenzaam achter met haar jongste zoon Parzival. Feirefiz, Parzivals halfbroer komt in Chrestiens boek niet voor.